# Anales de documentación
Anales de Documentación és una revista d'investigació especialitzada en biblioteconomia i documentació editada pel Departament d'Informació i Documentació i la Facultat de Ciències de la Documentació de la Universitat de Múrcia. La revista, amb dues edicions (impresa i electrònica), començà a editar-se el 1998. Fins al 2010 tenia una periodicitat anual i a partir de 2011 la periodicitat passa a ser semestral.
Anales de Documentación és una revista adreçada principalment a la comunitat de docents i investigadors de les Ciències de la Informació Documental i s'utilitza com a mitjà d'expressió, comunicació i intercanvi d'experiències i treballs. Des de l'any 2004 proporciona la versió electrònica en accés obertper tal de permetre l'accés lliure als resultats de la recerca i facilitar l'intercanvi del coneixement a nivell global. Es tracta d'una de les revistes destacades en accés obert en biblioteconomia i documentació per la qualitat dels continguts i pel prestigi de les institucions que les editen valorada per CIRC (Clasificación Integrada de Revistas Científicas) dins del grup B i per CARHUS+ 2014 dins del Grup C. Es troba indexada en les bases de dades Temaria, i en Web of Science, SCOPUS, Library and Information Science Abstracts (LISA), Library, Information Science & Technology Abstracts (LISTA), en ISOC del CSIC i en els repositoris internacionals E-LIS i Redalyc, i els espanyols Recyt i e-revist@s, així com en el directori DOAJ.